# Annelie Botes
Annelie Botes  (Grootfontein, 28 juni 1957 – Port Elizabeth, 12 december 2024) was een Zuid-Afrikaans schrijfster. Zij werd geboren als Annelie Basson in Grootfontein bij Uniondale. Zij begon met schrijven vanaf haar achttiende.

## Oeuvre
- Trippel sewe(1995) roman
- Ribbokvoete (1995) roman
- Klawervier (1997) roman
- Raaiselkind (2001) roman
- Die trousseaukis en ander stories (1998) gebundelde verhalen
- Nawelstring (2002) gebundelde verhalen
- Tula-Tula (waarschijnlijk 2006)

Met Raaiselkind won Botes de ATKV-prijs voor populair proza.  Het is een roman waarin een autistisch jongetje, zijn moeder en zijn oppasmoeder centraal staan.
Verder was zij schrijfster van korte berichten in magazine Huisgenoot en vrouwenbladen Sarie en Rooi Rose. Ze was ook columniste in Volksblad en Die Burger.
Botes overleed op 67-jarige leeftijd.